# Škoda 637
Der Škoda 637 war das größere Schwestermodell des Škoda 633 und das kleinere des Škoda 645. Der PKW kam 1932 mit verschiedenen Aufbauten in Holz-/Stahlmischkonstruktion heraus.
Beim ursprünglichen Modell hatte der wassergekühlte, seitengesteuerte Sechszylinder-Viertakt-Motor einem Hubraum von 1961 cm³ und eine Leistung von 37 PS (27 kW). Er beschleunigte das 870–1300 kg schwere Fahrzeug bis auf 100 km/h. Über das an den Motorblock angeflanschte Getriebe und eine Kardanwelle wurde die Antriebskraft an die Hinterräder weitergeleitet. Der Rahmen des Wagens bestand aus genieteten Stahl-U-Profilen.
1934 kamen die Modelle 637 D und 637 K dazu. Ihre Motoren gleicher Bauart leisteten 45 PS (33 kW). Die Höchstgeschwindigkeit stieg auf 110 km/h. Das Modell 637 K hatte anstatt des Rahmens aus genieteten U-Profilen einen Skelettrahmen mit integrierter Kardanwelle.
Vom Typ 637 wurden 11 Wagen in den Jahren 1932 und 1933 hergestellt. Vom Typ 637 D fertigte man 39 Stück und vom Typ 637 K 17 Stück in den Jahren 1934 und 1935.